# Alvesta Alternativet
Alvesta Alternativet (ALV) är ett lokalt politiskt parti som är registrerat för val till kommunfullmäktige i Alvesta kommun. Partiet har varit representerat i Alvesta kommuns kommunfullmäktige sedan 1991. Det bildades under sommaren 1991.
I valet 2018 fick Alvesta Alternativet 11,18 procent av rösterna. Störst stöd hade partiet i valdistriktet Alvesta V där man fick 20,22 procent av rösterna.

## Valresultat
| År   | Röster | %     | Mandat |
| ---- | ------ | ----- | ------ |
| 1991 | 2 077  | 16,7  | 8 / 49 |
| 1994 | 2 284  | 18,2  | 9 / 49 |
| 1998 | 1 653  | 14,53 | 7 / 49 |
| 2002 | 1 483  | 13,18 | 6 / 49 |
| 2006 | 2 158  | 18,88 | 9 / 49 |
| 2010 | 2 176  | 18,75 | 9 / 49 |
| 2014 | 1 105  | 9,15  | 4 / 49 |
| 2018 | 1 409  | 11,18 | 5 / 49 |
| 2022 | 1 321  | 10,71 | 6 / 49 |